# Seznam dílů seriálu Dynastie (2017)
Toto je seznam dílů seriálu Dynastie. Americký dramatický televizní seriál Dynastie je vysílán od 11. října 2017 na stanici The CW. Dosud bylo odvysíláno 98 dílů seriálu.

## Přehled řad
| Řada | Díly | Premiéra v USA    | Premiéra v USA  |
| Řada | Díly | První díl         | Poslední díl    |
| ---- | ---- | ----------------- | --------------- |
| 1    | 22   | 11. října 2017    | 11. května 2018 |
| 2    | 22   | 12. října 2018    | 24. května 2019 |
| 3    | 20   | 11. října 2019    | 8. května 2020  |
| 4    | 22   | 7. května 2021    | 1. října 2021   |
| 5    | 22   | 20. prosince 2021 | bude oznámeno   |

## Seznam dílů

### První řada (2017–2018)
| Č. v seriálu | Č. v řadě | Původní název                            | Český název                        | Režie              | Scénář                                           | Premiéra v USA     |
| ------------ | --------- | ---------------------------------------- | ---------------------------------- | ------------------ | ------------------------------------------------ | ------------------ |
| 1            | 1         | I Hardly Recognized You                  | Sotva tě poznávám                  | Brad Silberling    | Sallie Patrick, Josh Schwartz a Stephanie Savage | 11. října 2017     |
| 2            | 2         | Spit It Out                              | Ven s tím                          | Michael Allowitz   | Sallie Patrick                                   | 18. října 2017     |
| 3            | 3         | Guilt Is for Insecure People             | Výčitky jsou pro slabý             | Kellie Cyrus       | Ali Adler                                        | 25. října 2017     |
| 4            | 4         | Private as a Circus                      | Soukromí jako na divadle           | Kevin Sullivan     | Jena Richman                                     | 1. listopadu 2017  |
| 5            | 5         | Company Slut                             | Děvka všeobecná                    | Cherie Nolan       | Christopher Fife                                 | 8. listopadu 2017  |
| 6            | 6         | I Exist Only for Me                      | Jen kvůli mně                      | Lee Rose           | Kevin Garnett                                    | 15. listopadu 2017 |
| 7            | 7         | A Taste of Your Own Medicine             | Doušek vlastní medicíny            | Matt Earl Beesley  | Jay Gibson                                       | 29. listopadu 2017 |
| 8            | 8         | The Best Things in Life                  | To nejlepší v životě               | Pascal Verschooris | Francisca X. Hu                                  | 6. prosince 2017   |
| 9            | 9         | Rotten Things                            | Shnilotina                         | Brad Silberling    | Paul Sabbaga                                     | 13. prosince 2017  |
| 10           | 10        | A Well-Dressed Tarantula                 | Vyšňořená tarantule                | Kenny Leon         | Adele Lim                                        | 17. ledna 2018     |
| 11           | 11        | I Answer to No Man                       | Tohle neberu                       | Steven A. Adelson  | Gladys Rodriguez                                 | 24. ledna 2018     |
| 12           | 12        | Promises You Can't Keep                  | Sliby, které zarmoutí              | Matt Earl Beesley  | Jenna Richman                                    | 31. ledna 2018     |
| 13           | 13        | Nothing But Trouble                      | Nic než trable                     | Matt Earl Beesley  | Jenna Richman                                    | 7. února 2018      |
| 14           | 14        | The Gospel According to Blake Carrington | Evangelium podle Blaka Carringtona | Dawn Wilkinson     | Francisca X. Hu a Paula Sabbaga                  | 9. března 2018     |
| 15           | 15        | Our Turn Now                             | A teď my                           | Matt Earl Beesley  | Libby Wells                                      | 16. března 2018    |
| 16           | 16        | Poor Little Rich Girl                    | Chudák malá bohatá holka           | Kenny Leon         | Jenna Richman a Ali Adler                        | 23. března 2018    |
| 17           | 17        | Enter Alexis                             | Alexis nastupuje                   | Jeff Byrd          | Sallie Patrick a Christopher Fife                | 30. března 2018    |
| 18           | 18        | Don't Con a Con Artist                   | S vypočítavci se přepočítáte       | Carl Seaton        | Kevin A. Garnett a Paula Sabbaga                 | 6. dubna 2018      |
| 19           | 19        | Use or Be Used                           | Využij to, nebo budeš využit       | Viet Nguyen        | Jake Coburn a Jay Gibson                         | 20. dubna 2018     |
| 20           | 20        | A Line from the Past                     | Spojnice minulosti                 | Pascal Verschooris | Jenna Richman a Francisca X. Hu                  | 27. dubna 2018     |
| 21           | 21        | Trashy Little Tramp                      | Bezcenný vandrák                   | Brandi Bradburn    | Christopher Fife a Kevin A. Garnett              | 4. května 2018     |
| 22           | 22        | Dead Scratch                             | Od píky                            | Michael Allowitz   | Sallie Patrick a Libby Wells                     | 11. května 2018    |

### Druhá řada (2018–2019)
| Č. v seriálu | Č. v řadě | Původní název                   | Režie              | Scénář                                   | Premiéra v USA     |
| ------------ | --------- | ------------------------------- | ------------------ | ---------------------------------------- | ------------------ |
| 23           | 1         | Twenty-Three Skidoo             | Matt Earl Beesley  | Sallie Patrick a Christopher Fife        | 12. října 2018     |
| 24           | 2         | Ship of Vipers                  | Kenny Leon         | Josh Reims a Jenna Richman               | 19. října 2018     |
| 25           | 3         | The Butler Did It               | Pascal Verschooris | David M. Israel a Paula Sabbaga          | 26. října 2018     |
| 26           | 4         | Snowflakes in Hell              | Mary Lou Belli     | Francisca X. Hu a Audrey Villalobos Karr | 2. listopadu 2018  |
| 27           | 5         | Queen of Cups                   | Jeff Byrd          | Kevin A. Garnett a Jay Gibson            | 9. listopadu 2018  |
| 28           | 6         | That Witch                      | Tessa Blake        | Josh Reims a Libby Wells                 | 16. listopadu 2018 |
| 29           | 7         | A Temporary Infestation         | Michael Allowitz   | Jenna Richman                            | 30. listopadu 2018 |
| 30           | 8         | A Real Instinct for the Jugular | Matt Earl Beesley  | David M. Israel a Francisca X. Hu        | 7. prosince 2018   |
| 31           | 9         | Crazy Lady                      | Melanie Mayron     | Christopher Fife a Paula Sabbaga         | 21. prosince 2018  |
| 32           | 10        | A Champagne Mood                | Michael Allowitz   | Josh Reims a Kevin A. Garnett            | 18. ledna 2019     |
| 33           | 11        | The Sight of You                | Matt Earl Beesley  | David M. Israel a Aubrey Villalobos Karr | 25. ledna 2019     |
| 34           | 12        | Filthy Games                    | Geary McLeod       | Francisca X. Hu a Libby Wells            | 1. února 2019      |
| 35           | 13        | Even Worms Can Procreate        | Viet Nguyen        | Christopher Fife a Jay Gibson            | 8. února 2019      |
| 36           | 14        | Parisian Legend Has It…         | Pascal Verschooris | Sallie Patrick a Jenna Richman           | 15. března 2019    |
| 37           | 15        | Motherly Overprotectiveness     | Brandi Bradburn    | David M. Isreal a Paula Sabbaga          | 22. března 2019    |
| 38           | 16        | Miserably Ungrateful Men        | Jeff Byrd          | Garrett Oakley a Bryce Schramm           | 29. března 2019    |
| 39           | 17        | How Two-Faced Can You Get       | Joanna Kerns       | Christopher Fife a Kevin A. Garnett      | 19. dubna 2019     |
| 40           | 18        | Life Is a Masquerade Party      | Jeff Byrd          | Josh Reims a Aubrey Villalobos Karr      | 26. dubna 2019     |
| 41           | 19        | This Illness of Mine            | Matt Earl Beesley  | Jay Gibson a Francisca X. Hu             | 3. května 2019     |
| 42           | 20        | New Lady in Town                | Elodie Keene       | David M. Israel                          | 10. května 2019    |
| 43           | 21        | Thicker Than Money              | Ken Fink           | Jenna Richman a Kevin A. Garnett         | 17. května 2019    |
| 44           | 22        | Deception, Jealousy, and Lies   | Michael Allowitz   | Christopher Fife a Paula Sabbaga         | 24. května 2019    |

### Třetí řada (2019–2020)
| Č. v seriálu | Č. v řadě | Původní název                                    | Režie              | Scénář                 | Premiéra v USA     |
| ------------ | --------- | ------------------------------------------------ | ------------------ | ---------------------- | ------------------ |
| 45           | 1         | Guilt Trip to Alaska                             | Michael Allowitz   | Josh Reims             | 11. října 2019     |
| 46           | 2         | Caution Never Won a War                          | Melanie Mayron     | David M. Israel        | 18. října 2019     |
| 47           | 3         | Wild Ghost Chase                                 | Jeff Byrd          | Christopher Fife       | 25. října 2019     |
| 48           | 4         | Something Desperate                              | Kenny Leon         | Jenna Richman          | 1. listopadu 2019  |
| 49           | 5         | Mother? I'm at La Mirage                         | Brandi Bradburn    | Liz Sczudlo            | 8. listopadu 2019  |
| 50           | 6         | A Used Up Memory                                 | Matt Early Beesley | Kevin A. Garnett       | 15. listopadu 2019 |
| 51           | 7         | Shoot from the Hip                               | Geoff Shotz        | Paula Sabbaga          | 22. listopadu 2019 |
| 52           | 8         | The Sensational Blake Carrington Trial           | Melanie Mayron     | Francisca X. Hu        | 6. prosince 2019   |
| 53           | 9         | The Caviar, I Trust, Is Not Burned               | Jeff Byrd          | Aubrey Villalobos Karr | 17. ledna 2020     |
| 54           | 10        | What Sorrows Are You Drowning?                   | Pascal Verschooris | Libby Wells            | 24. ledna 2020     |
| 55           | 11        | A Wound That May Never Heal                      | Brandi Bradburn    | Bryce Schramm          | 31. ledna 2020     |
| 56           | 12        | Battle Lines                                     | Matt Earl Beesley  | Christopher Fife       | 7. února 2020      |
| 57           | 13        | You See Most Things in Terms of Black & White    | Heather Tom        | David M. Israel        | 21. února 2020     |
| 58           | 14        | That Wicked Stepmother                           | Brandi Bradburn    | Garrett Oakley         | 28. února 2020     |
| 59           | 15        | Up a Tree                                        | Andi Behring       | Jenna Richman          | 27. března 2020    |
| 60           | 16        | Is the Next Surgery on the House?                | Michael Allowitz   | Liz Sczudlo            | 3. dubna 2020      |
| 61           | 17        | She Cancelled…                                   | Pascal Verschooris | Kevin A. Garnett       | 10. dubna 2020     |
| 62           | 18        | You Make Being a Priest Sound Like Something Bad | Elodie Keene       | Aubrey Villalobos Karr | 17. dubna 2020     |
| 63           | 19        | Robin Hood Rescues                               | Jeff Byrd          | Paula Sabbaga          | 1. května 2020     |
| 64           | 20        | My Hangover's Arrived                            | Gina Lamar         | Francisca X. Hu        | 8. května 2020     |

### Čtvrtá řada (2021)
| Č. v seriálu | Č. v řadě | Původní název                             | Režie              | Scénář                        | Premiéra v USA    |
| ------------ | --------- | ----------------------------------------- | ------------------ | ----------------------------- | ----------------- |
| 65           | 1         | That Unfortunate Dinner                   | Michael Allowitz   | Libby Wells                   | 7. května 2021    |
| 66           | 2         | Vows Are Still Sacred                     | Michael Allowitz   | Josh Reims a Jenna Richman    | 14. května 2021   |
| 67           | 3         | The Aftermath                             | Pascal Verschooris | Christopher Fife              | 21. května 2021   |
| 68           | 4         | Everybody Loves the Carringtons           | Andi Behring       | David M. Israel               | 28. května 2021   |
| 69           | 5         | New Hopes, New Beginnings                 | Geary McLeod       | Jason Ganzel                  | 4. června 2021    |
| 70           | 6         | A Little Father-Daughter Chat             | Star Barry         | Aubrey Villalobos Karr        | 11. června 2021   |
| 71           | 7         | The Birthday Party                        | Kenny Leon         | Katrina Cabrera Ortega        | 18. června 2021   |
| 72           | 8         | Your Sick and Self-Serving Vendetta       | Melanie Mayron     | Libby Wells                   | 25. června 2021   |
| 73           | 9         | Equal Justice for the Rich                | Melanie Mayron     | Bryce Schramm                 | 2. července 2021  |
| 74           | 10        | I Hate to Spoil Your Memories             | Ayoka Chenzira     | Elaine Loh                    | 16. července 2021 |
| 75           | 11        | A Public Forum for Her Lies               | Jay Karas          | Liz Sczudlo                   | 23. července 2021 |
| 76           | 12        | Everything But Facing Reality             | Brandi Bradburn    | Garrett Oakley                | 30. července 2021 |
| 77           | 13        | Go Rescue Someone Else                    | Heather Tom        | Josh Reims a Christopher Fife | 6. srpna 2021     |
| 78           | 14        | But I Don't Need Therapy                  | Brandi Bradburn    | Aubrey Villalobos Karr        | 13. srpna 2021    |
| 79           | 15        | She Lives In a Showplace Penthouse        | Heather Tom        | Katrina Cabrera Ortega        | 20. srpna 2021    |
| 80           | 16        | The British Are Coming                    | Grant Show         | David M. Israel               | 27. srpna 2021    |
| 81           | 17        | Stars Make You Smile                      | Michael Allowitz   | Jason Ganzel                  | 3. září 2021      |
| 82           | 18        | A Good Marriage in Every Sense            | Elizabeth Gillies  | Bryce Schramm                 | 10. září 2021     |
| 83           | 19        | Everything Looks Wonderful, Joseph        | Brandon Lott       | Libby Wells                   | 17. září 2021     |
| 84           | 20        | You Vicious, Miserable Liar               | Robbie Countryman  | Elaine Loh                    | 24. září 2021     |
| 85           | 21        | Affairs of State and Affairs of the Heart | Geoff Shotz        | Liz Sczudlo                   | 24. září 2021     |
| 86           | 22        | Filled with Manipulations and Deceptions  | Pascal Verschooris | Josh Reims a Garrett Oakley   | 1. října 2021     |

### Pátá řada (2021–2022)
| Č. v seriálu | Č. v řadě | Původní název                         | Režie              | Scénář                           | Premiéra v USA    |
| ------------ | --------- | ------------------------------------- | ------------------ | -------------------------------- | ----------------- |
| 87           | 1         | Let's Start Over Again                | Michael Allowitz   | Christopher Fife                 | 20. prosince 2021 |
| 88           | 2         | That Holiday Spirit                   | Kenny Leon         | Aubrey Villalobos Karr           | 20. prosince 2021 |
| 89           | 3         | How Did the Board Meeting Go?         | Pascal Verschooris | David Israel                     | 11. března 2022   |
| 90           | 4         | Go Catch Your Horse                   | Star Barry         | Libby Wells                      | 18. března 2022   |
| 91           | 5         | A Little Fun Wouldn't Hurt            | Andi Behring       | Elaine Loh                       | 25. března 2022   |
| 92           | 6         | Devoting All of Her Energy to Hate    | Brandi Bradburn    | Liz Sczudlo                      | 1. dubna 2022     |
| 93           | 7         | A Real Actress Could Do It            | Ayoka Chenzira     | Bryce Schramm                    | 8. dubna 2022     |
| 94           | 8         | The Only Thing That Counts Is Winning | Heather Thom       | Chris Erric Maddox               | 15. dubna 2022    |
| 95           | 9         | A Friendly Kiss Between Friends       | SM Main-Muñoz      | Garrett Oakley                   | 29. dubna 2022    |
| 96           | 10        | Mind Your Own Business                | Heather Tom        | Katrina Cabrera Ortega           | 6. května 2022    |
| 97           | 11        | I'll Settle for a Prayer              | Brandi Bradburn    | India Sage Wilson                | 13. května 2022   |
| 98           | 12        | There's No Need to Panic              | Robin Givens       | David M. Israel                  | 20. května 2022   |
| 99           | 13        | Do You Always Talk to Turtles         | Andi Behring       | Malcolm Boomer a Chava Friedberg | 27. května 2022   |
| 100          | 14        | Vicious Vendetta                      | Pascal Verschooris | Josh Reims a Christopher Fife    | 3. června 2022    |

Dosud bylo odvysíláno 98 dílů seriálu.